# Heinrich Stalling

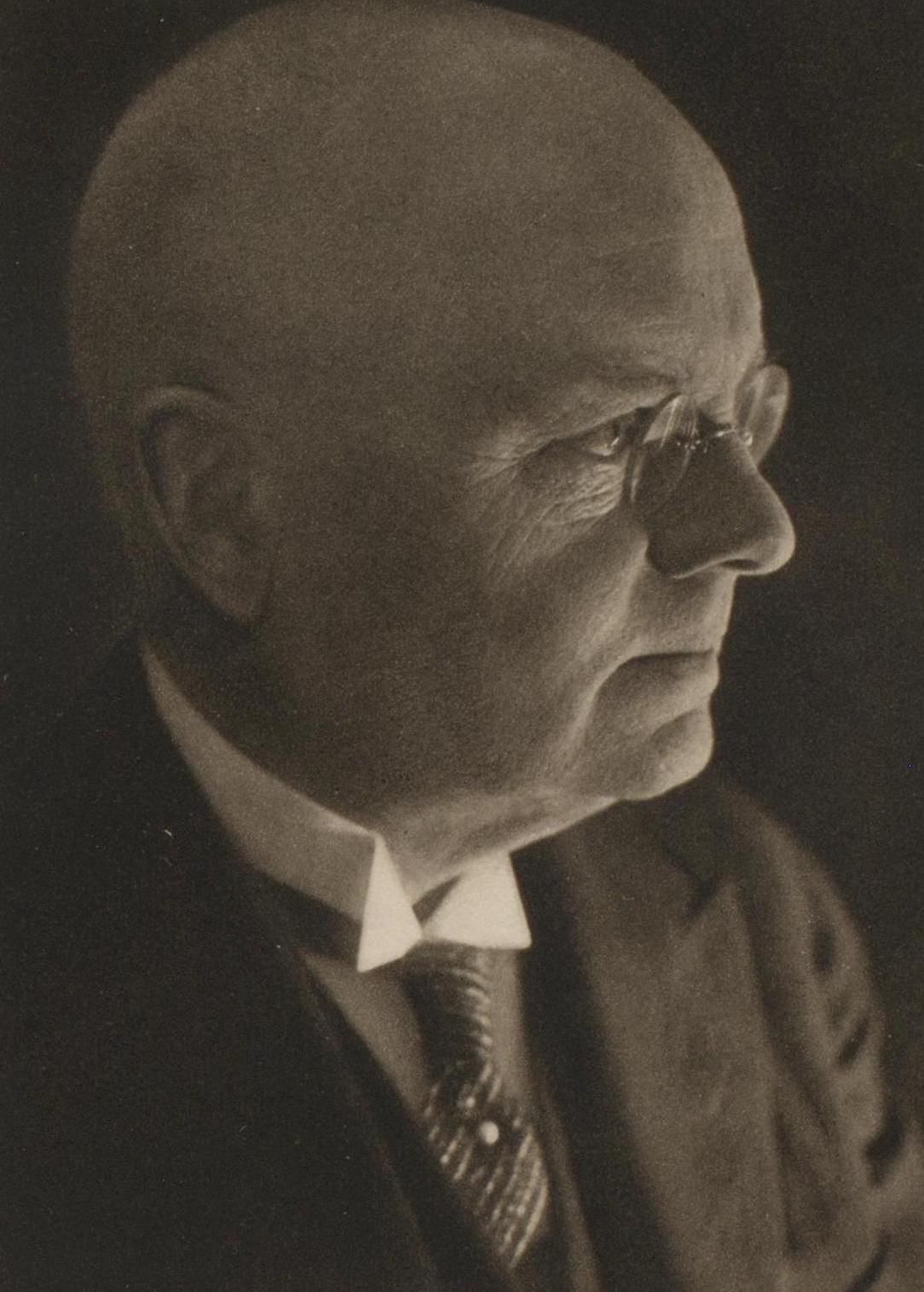
Heinrich Stalling, der Jüngere, um 1939

Heinrich Theodor Christian Stalling, genannt der Jüngere, (* 5. Juli 1865 in Oldenburg; † 9. Dezember 1941 in Garmisch-Partenkirchen) war ein deutscher Druckereibesitzer und Verleger. Ab 1896 leitete er das von seinem Urgroßvater Gerhard Stalling gegründete Druck- und Verlagshaus Gerhard Stalling. 

## Leben
Stallings Familie war ursprünglich als Bauernfamilie in der Delmenhorster Geest ansässig. Sein Urgroßvater Gerhard Stalling kam 1781 nach Oldenburg und übernahm dort 1789 ein Druck- und Verlagshaus, das als Verlag Gerhard Stalling in der Folge in der Familie weitergeführt wurde.
Stalling war der Sohn des Druckereibesitzers und Verlegers Heinrich Stalling des Älteren (1825–1903) und dessen Ehefrau Henriette Marie geb. Overbeck. Er besuchte das Alte Gymnasium in Oldenburg und wurde in Dresden zum Buchhändler ausgebildet. Anschließend war er in mehreren Verlagen und Buchhandlungen unter anderem in München, Wiesbaden und Berlin tätig und trat 1894 in den Familienbetrieb ein. Zwei Jahre später übernahm er gemeinsam mit seinem älteren Bruder Paul (1861–1944) die Geschäftsleitung.
Stalling übernahm innerhalb des Verlags die ausschlaggebende unternehmerische und kaufmännische Leitung und verlegte das Schwergewicht auf das zu dieser Zeit des Militarismus im Deutschen Reich gewinnversprechende Gebiet der militärtechnischen, wehrkundlichen und kriegsgeschichtlichen Literatur. Der Ausbruch des Ersten Weltkriegs, der Kriegsverlauf und die anschließende Niederlage verstärkten die vorhandene nationalkonservative Ausrichtung des Verlages unter Stalling noch weiter, was sich in den Veröffentlichungen des Verlages widerspiegelte. Wirtschaftlich außerordentlich erfolgreich war Stallings Haltung zum Nationalsozialismus mindestens opportunistisch. Dafür spricht auch, dass sein Bruder Paul, der im Gegensatz zu ihm den Nationalsozialisten nicht positiv gegenüber stand, anscheinend auf Druck des Oldenburger Gauleiters Carl Röver, 1934 das Unternehmen verließ und 1936 auch aus dem Aufsichtsrat ausschied. Bereits ab 1933 hatte Stalling verstärkt Werke nationalsozialistischer Autoren in das Verlagsprogramm aufgenommen, wofür ihn die neuen Machthaber als deutschen Verleger feierten. 1935 erhielt Stalling Glückwünsche zum 70. Geburtstag von Hitler, Goebbels und Innenminister Frick und wurde mit der Goethe-Medaille ausgezeichnet. 1937 trat Heinrich Stalling der NSDAP bei (Mitgliedsnummer 4.678.212). 1938 beteiligte sich Stalling an Arisierungen und kaufte den Kinderbuchverlag Belog zu einem günstigen Preis von der Eigentümerin Friederike Blogg, die als „jüdisch“ verfolgt und zum Verkauf gezwungen war.

## Außerberufliches Engagement
Stalling betätigte sich neben seiner Verlagsarbeit auf dem Gebiet der Blindenfürsorge. Auf Bitten des mit ihm befreundeten Großherzogs Friedrich August trat er 1912 dem Deutschen Verein für Sanitätshunde bei. Während des Ersten Weltkriegs übernahm er den Vorsitz des Vereins und erweiterte dessen Organisation stark. 1918 stellte er bedingt durch die vielen Kriegsblinden auf die Ausbildung von Blinden-(führ)hunden um. Für seine Verdienste erhielt Stalling von der Medizinischen Fakultät der Universität Freiburg die Ehrendoktorwürde. Außerdem war er Ehrenbürger der Universität Göttingen und der Stadt Oldenburg.
Stalling starb 1941 in Garmisch-Partenkirchen, er wurde im Familiengrab auf dem Gertrudenfriedhof in Oldenburg beerdigt.

## Familie
Stalling heiratete am 22. Mai 1897 Gertrud geb. Husemann (1876–1966), die Tochter des Berliner Bankiers Eduard Husemann. Die gemeinsame Tochter Ursula (* 1900) heiratete 1919 Martin Venzky (1891–1933), der in den Verlag eintrat und 1924 in dessen Vorstand berufen wurde. Stallings Enkel Borwin Venzky-Stalling (1920–1977) führte später den Verlag bis zu seinem Tod weiter. 